# 42 (število)
42 (dváinštírideset) je naravno število, za katero velja 42 = 41 + 1 = 43 - 1.

## V matematiki
- osemindvajseto sestavljeno število.
- drugo klinasto število.
- šesto Catalanovo število {\displaystyle C_{5}={\frac {2\cdot 5 \choose 5}{5+1}}=42}.
- sedmo podolžno število {\displaystyle 42=6\cdot 7=0+2+4+6+8+10+12\;\,}.
- osmo obilno število {\displaystyle \sigma ^{*}(42)=1+2+3+6+7+14+21=54>42}.
- osmo desetiško samoštevilo
- osmo Zumkellerjevo število.
- Harshadovo število.
- produkt prvih treh členov Sylvestrovega zaporedja 42 = 2 · 3 · 7.
- 42. praštevilo je 181.
- 42. Ramanudžanovo praštevilo je 503.
- število 42 se v π-ju pojavlja na decimalnih mestih:

93, 203, 630, 702, 822, 884, 911, 995, 1110, 1230, 1291, 1393, 1559, 1563, 1741, 1750, 1840, 1879, 1906, 2123, 2211, 2372, 2406, 2668, 2703, 2744, 2766, 2805, 2924, 2973, 2995, ...
- 422          = 1764 = 22 · 32 · 72
- {\displaystyle 42^{\pi }\approx 125773,1814}
- 242                                      = 4398046511104
- 4211                                = 717368321110468608
- {\displaystyle \pi ^{42}\approx 759092417205229390873,8725}
- 1142      = 54763699237492901685126120802225273763666521
- 4242 = 150130937545296572356771972164254457814047970568738777235893533016064

- če se zloži 27 enako velikih kock z nominalnimi vrednostmi od 1 do 27, se lahko skonstruira magična kocka velikosti 3×3×3, kjer so v vsaki vrstici, stolpcu, stebru in prostorski diagonali tri kocke s skupno vrednostjo 42.
- število particij števila 10: 10, 9 + 1, 8 + 2, ...

## V znanosti
- vrstno število 42 ima molibden (Mo). Kemijski element z vrstnim številom 43, ki mu sledi, je tehnecij in nima stabilnih izotopov.
- volkovi in psi imajo 42 zob.
- kot pod katerim nastane mavrica.

### Astronomija
- Messierovo telo M42 je difuzna meglica z navideznim sijem v ozvezdju Oriona, znana tudi kot Orionova meglica.
- telo Novega splošnega kataloga NGC 42 je eliptično-spiralna galaksija v ozvezdju Pegaza.
- telo Novega splošnega kataloga NGC 4242 je spiralna galaksija v ozvezdju Lovskih psov, oddaljena približno 27 milijonov svetlobnih let, kjer so leta 2002 odkrili supernovo SN 2002bu.
- januarja 2004 so poimenovali asteroid z začasno oznako 2001 DA42 po Douglasu Adamsu 25924 Douglasadams, ki je populariziral število 42 in umrl leta 2001.

## V religiji
- število generacij (imen) v Evangeliju po Mateju, različici Kristusovega rodoslovja.
- število mesecev, v katerih bo imel vrag vpliv nad Zemljo (Raz 13:5).

## Drugo
- v Adamsovem Štoparskem vodniku po Galaksiji je 42 »odgovor na vprašanje o Vesolju, življenju in sploh vsem«.

Na vprašanje je odgovarjal super računalnik Globoka misel. Kot se za računalnik spodobi, je odgovoril v kodi: (ASCII) 42 (HTML: &#42 ) =   * = kar koli,kar koli hočeš, da je ( znak  * nadomešča kateri koli znak ali serijo znakov v iskalniku ).

### Leta
- 442 pr. n. št., 342 pr. n. št., 242 pr. n. št., 142 pr. n. št., 42 pr. n. št.
- 42, 142, 242, 342, 442, 542, 642, 742, 842, 942, 1042, 1142, 1242, 1342, 1442, 1542, 1642, 1742, 1842, 1942, 2042, 2142